# Die Sieger – American Flyers
Die Sieger – American Flyers (Originaltitel: American Flyers) ist ein US-amerikanisches Sportdrama aus dem Jahr 1985. Regie führte John Badham, das Drehbuch schrieb Steve Tesich.

## Handlung
Der Vater der Brüder Marcus und David Sommers stirbt an einem cerebralen Aneurysma. Der als Arzt tätige Marcus findet heraus, dass er unter derselben Krankheit leidet. Er verheimlicht seinen Befund vor David, den er stattdessen auf das Radrennen The Hell of the West über die Rocky Mountains begleitet.
Marcus startet neben David. Die Freundin von Marcus, Sarah, begleitet die Brüder während der Fahrt.

## Kritiken
Roger Ebert schrieb in der Chicago Sun-Times vom 16. August 1985, der Film erzähle genauso die Geschichte des Radrennens wie auch jene der „ausgelaugten“ Beziehungen innerhalb der zerrütteten Familie. Dies sei zu viel auf einmal und lasse viele Fragen offen. Die Handlung sei derart konstruiert, dass die Krisen der Charaktere zum Ende ihre Höhepunkte erreichen würden – was der Kritiker mit einem Wort beschrieb, von dem er selbst einen Teil wegzensierte. Ebert lobte die Bilder des Radrennens und die Darstellung von Rae Dawn Chong.
Das Lexikon des internationalen Films schrieb, der Film sei ein „ansehnlicher Unterhaltungsfilm mit interessanten, glaubwürdigen Figuren, unverkrampften Dialogen und einer im Kern ernsthaften Thematik“.

## Hintergründe
Der Film wurde in Missouri, in Kansas und in Colorado gedreht, vor dem Hintergrund des Coors International Bicycle Classic. Er spielte in den Kinos der USA ca. 1,4 Millionen US-Dollar ein.
In einer Cameo-Rolle ist der Musiker und spätere Schauspieler Steven Van Zandt zu sehen.